# District de Briey
Le district de Briey est une ancienne division territoriale française du département de la Moselle de 1790 à 1795.
Il était composé des cantons de Briey, Conflans, Norroi le Sec, Rombas, Sancy, Valleroi et Vitry.